# آتلانتیک ایرویز
آتلانتیک ایرویز (به انگلیسی: Atlantic Airways) یک شرکت هواپیمایی با کد یاتا RC است که در تاریخ ۱۹۸۷ میلادی تأسیس شده است. دفتر مرکزی آتلانتیک ایرویز در جزایر فارو واقع شده‌است و قطب این شرکت هواپیمایی در فرودگاه واگار قرار دارد و به ۹ مقصد، پرواز مستقیم انجام می‌دهد.